# Nuévalos

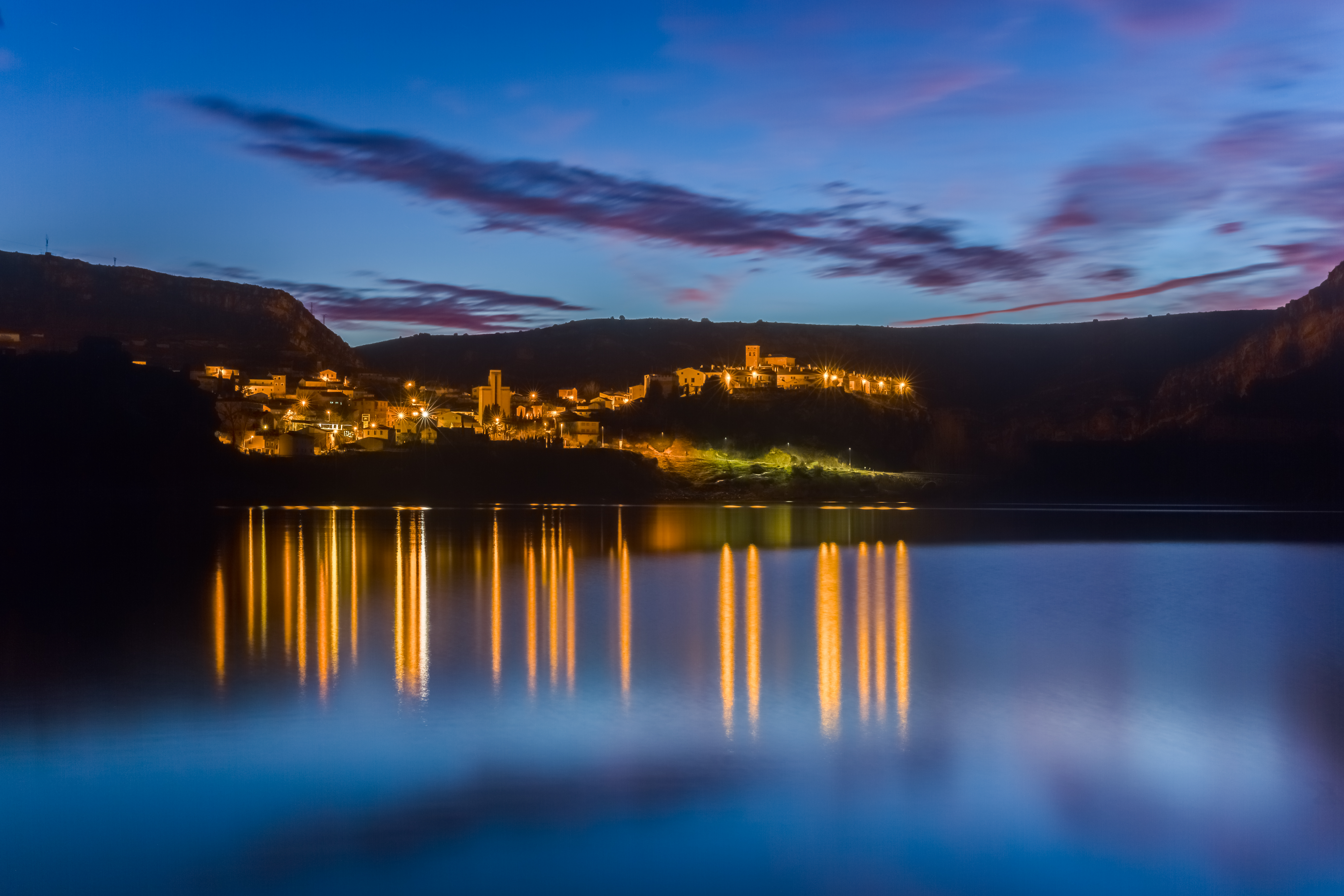
Blick von Nuévales beim Sonnenuntergang.

Nuévalos ist eine spanische Gemeinde in der Provinz Saragossa der Autonomen Region Aragón. Sie liegt in der Comarca Comunidad de Calatayud rund 26 km südwestlich von Calatayud an der Straße A-202 am Stausee Embalse de la Tranquera und hatte 306 Einwohner (Stand: 2024). Zur Gemeinde gehören die Ortschaften Nuévalos, Lugar Nuevo, Monasterio de Piedra und La Tranquera.

## Geschichte
Nuévalos wird im Jahr 1156 erstmals überliefert, als  Raimund Berengar von Barcelona dem Orden vom Heiligen Grab in Calatayud die Oberhoheit über den Ort übertrug. Die Kirche bestand als Stiftung des Bischofs von Tarazona bereits im Jahr 1228. Im Krieg der Peter widerstand die Burg dem Angriff des Königs Peter I. von Kastilien. 1372 wurde Nuévalos im Besitz des Ordens vom Heiligen Grab bestätigt.

## Kirchliche Zuordnung
Nuévalos gehört zum Bistum Tarazona.

## Sehenswürdigkeiten

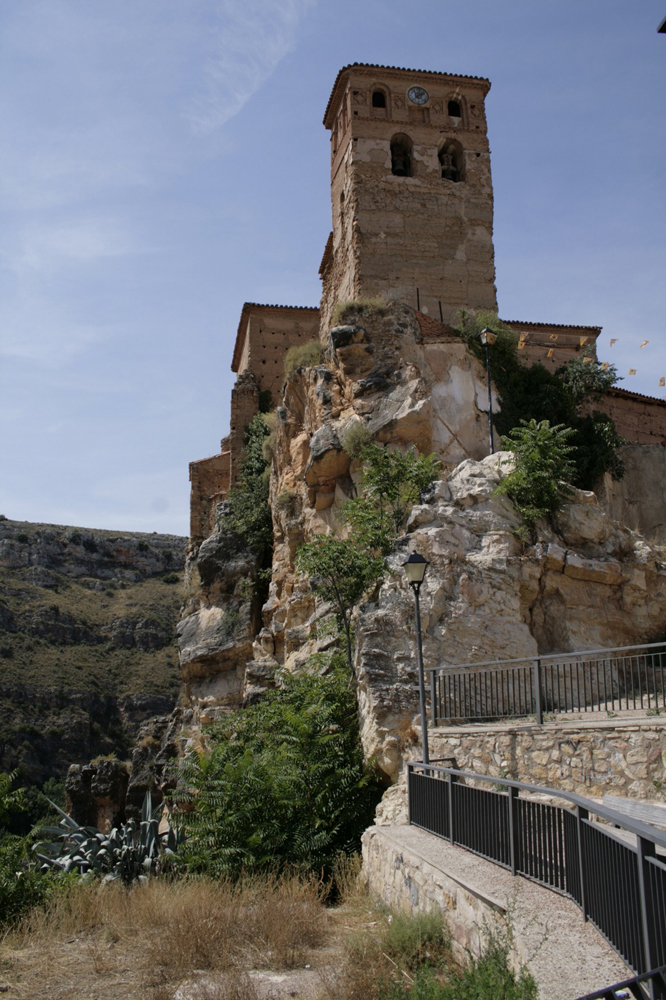
Turm der Burg

- Das 1194 gegründete Kloster Piedra
- Ruinen der Burg
- Die einschiffige Kirche San Julián
- Mehrere Einsiedeleien
- Der vom Río Piedra gespeiste Stausee Embalse de la Tranquera
- Die in der Mitte des 20. Jahrhunderts aufgelassenen Salinen